# フリードリヒ5世 (ヘッセン＝ホンブルク方伯)

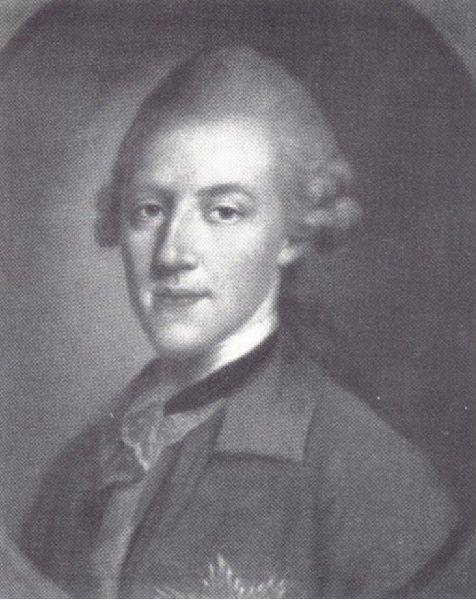
フリードリヒ5世

フリードリヒ5世（ドイツ語：Friedrich V., 1748年1月30日 - 1820年1月20日）は、ヘッセン＝ホンブルク方伯（在位：1751年 - 1820年）。
ヨーロッパの旧体制下に生まれたが、啓蒙時代、フランス革命、神聖ローマ帝国の崩壊、ナポレオン1世の興亡、ウィーン会議、そしてヨーロッパおよびドイツにおける新しい地政学的秩序の確立を見届けた。フリードリヒ5世はこれまでの方伯や後継者らとは異なり戦争に熱心ではなく、ドイツの精神史のパトロンの1人となり、ラヴァーターとクロプシュトックと文通し、ヴォルテール、ダランベールおよびアルブレヒト・フォン・ハラーのもとを訪れた。フリードリヒ5世は辛辣で保守的であったが、人々に人気があった。

## 生涯

### 摂政時代と継承
フリードリヒ5世は、ヘッセン＝ホンブルク方伯フリードリヒ4世と、ゾルムス＝ブラウンフェルス侯フリードリヒ・ヴィルヘルムの娘ウルリーケ・ルイーゼ（1731年 - 1792年）の一人息子として1748年に生まれた。1747年にヘッセン＝ホンブルクを占領したヘッセン＝ダルムシュタット方伯ルートヴィヒ8世の反対にもかかわらず、神聖ローマ皇帝フランツ1世は母親が摂政になることを許可した。フリードリヒ・カール・カジミール・フォン・クロイツはフリードリヒ5世のために戦い、18か月間投獄され、帝国顧問官会議とフランツ1世の前で裁判が行われることになった。最終的に、1756年にルートヴィヒ8世はヘッセン＝ホンブルクからの退去を命じられた。
1766年3月22日、フリードリヒ5世は成年に達し、方伯領の統治を開始した。彼は、ヘッセン＝ダルムシュタットはヘッセン＝ホンブルクに対するすべての権利を放棄するが、帝国議会およびクライス議会においてヘッセン＝ホンブルクが直接自身の代表となるのではなく、ヘッセン＝ダルムシュタットがヘッセン＝ホンブルクを代表するという条約をむすぶことにより、ヘッセン＝ダルムシュタットとの論争を終わらせた。この新しい体制は、1768年9月27日、ルートヴィヒ9世とヘンリエッテ・カロリーネ・フォン・プファルツ＝ツヴァイブリュッケンの娘で親フランスのカロリーヌとフリードリヒ5世との政略結婚によって確固たるものとなった。しかしこれは愛のある結婚ではなく、晩年にフリードリヒ5世はまだ愛を知らないと回想録に記しており、これはフリードリヒ5世の長い不在と、フリードリヒ5世について書かれた地方貴族の手紙の内容でも裏付けられている。

### 教育
フリードリヒ5世は若年期に敬虔なカルヴァン主義者、敬虔主義者、人道主義者であるアレクサンダー・フォン・ジンクライル（外交官となるイザーク・フォン・ジンクライルの父）から教育を受けた。ジンクライルはフリードリヒ5世を厳しく教育したことで批判されたが、「彼は猟師として召されたのか、それともドイツに溢れている高貴な生まれの浪費家の一人として召されたのか？ そして彼はゲーム、狩猟、散歩に時間を費やすべきなのか、それとも代わりに議員の報告書と専門家の意見を読み、それらについて決定を下す必要があるのではないか？」と答えた。ジンクライルの厳格な教育の内容は、宮廷の記録と、息子の教育に関心を示さなかった母親に対する報告書から、ほぼ完全にうかがい知ることができる。ジンクライルの教育は、敬虔さと自己認識が救いへの道であるというフリードリヒ5世の後の信念の基礎を形成することとなった。
フリードリヒ5世は吃音で、これは人前で話す教育を妨げたが、ジンクライルは哲学、数学、建築、チェス、ピアノを教えた。しかし、フリードリヒ5世は命を危険にさらすことができなかったため、軍隊の経験をすることはなかった。ジンクライルのカルヴァン主義・敬虔主義の理想に沿って、フリードリヒ5世は可能な限り誠実に国の財政を管理したが、アムステルダムやフランクフルトの銀行家にしばしば融資を求めなければならなかった。フリードリヒ・カール・フォン・モーザーなどの専門家の努力にもかかわらず、フリードリヒ5世は自身が受け継いだ深刻な財政上の失策を修正することはできなかった。1780年になっても、政府はすべての負債、収入、支出のリストを作成することができず、フリードリヒ5世がすべての決定を書面にするということは不可能であり、財政上の問題は後継者らに引き継がれることとなった。

### 芸術とフリーメイソン
フリードリヒ5世の宮廷では、学者、詩人、音楽家が常に歓迎された。ヨハン・ヴォルフガング・フォン・ゲーテはホンブルクに滞在し、そこで恋に落ち、「巡礼者の朝の歌」でバート・ホンブルク城の白い塔について記した。フリードリヒ5世の主な関心事の2つは、彼の図書館と領内の学校制度であった。フリードリヒ5世は、宮廷職員への給与の支払いが遅れているときでも、本を買い続けていた。妃カロリーヌはフランスの作品を好んだが、フリードリヒ5世はノンフィクションを好み、哲学、歴史、軍事科学、神学に関する作品を収集した。旅行を好み紀行作家でもあったフリードリヒ5世は、他の人の旅行記も収集していた。ブラウアーは、「一般的に、哲学的、政治的、宗教的な論文を書くのを好んだ。彼には、学校で教えることができる最高の啓蒙は、キリスト教が神によって明らかにされた神の意志であり、天国での生活が人生の究極の目的であるということであると思われた。彼はまた、識字能力のある人、中等学校、大学の数を制限するのが最善だと感じた」。フリードリヒ5世は敬虔であったにもかかわらず、「ソシエテ・パトリオティーク・ド・エッセ＝オンブルグ」の強力な支持者であった。これはヨーロッパ全体からの啓蒙主義の考えを調整するための中心となる短期間のプロジェクトであり、フリードリヒ5世ははこれに財政的支援を与えていた。
1782年8月27日、ヘッセン＝カッセル方伯フリードリヒ2世とクリスティアン・フォン・ヘッセン＝ダルムシュタットの前で、ヴィルヘルムスバートの修道院の外においてカール・フォン・ヘッセン＝カッセルからフリーメイソンとして認められた。これが、同じくフリーメイソンであったゲーテやクロプシュトックと出会うきっかけとなった。1817年にはホンブルクにロッジが創設されたが、これは反フリーメイソンであった息子フリードリヒ6世により閉鎖されるまで続いた。
1802年、アレクサンダー・フォン・ジンクライルの息子イザークはフリードリヒ5世に対し、旧友のフリードリヒ・ヘルダーリンのために終身の宮廷司書の地位を求めた。フリードリヒ5世は1798年よりヘルダーリンを知っており、ジンクライルがヘルダーリンの給料を自分で支払うという条件で、フリードリヒ5世は同意した。ヘルダーリンは1804年6月に宮廷司書の職に就いたが、フリードリヒ自身が図書館に力を貸していたため、ヘルダーリンにはほとんどすることがなかった。ヘルダーリンは自分の詩「パトモス」をフリードリヒ5世に捧げたが、これもジンクライルからの依頼であった可能性がある。フリードリヒ5世はもともと、クロプシュトックが自身のためにそのような賛美歌を書いてくれることを望んでいた。

### 占領と復帰

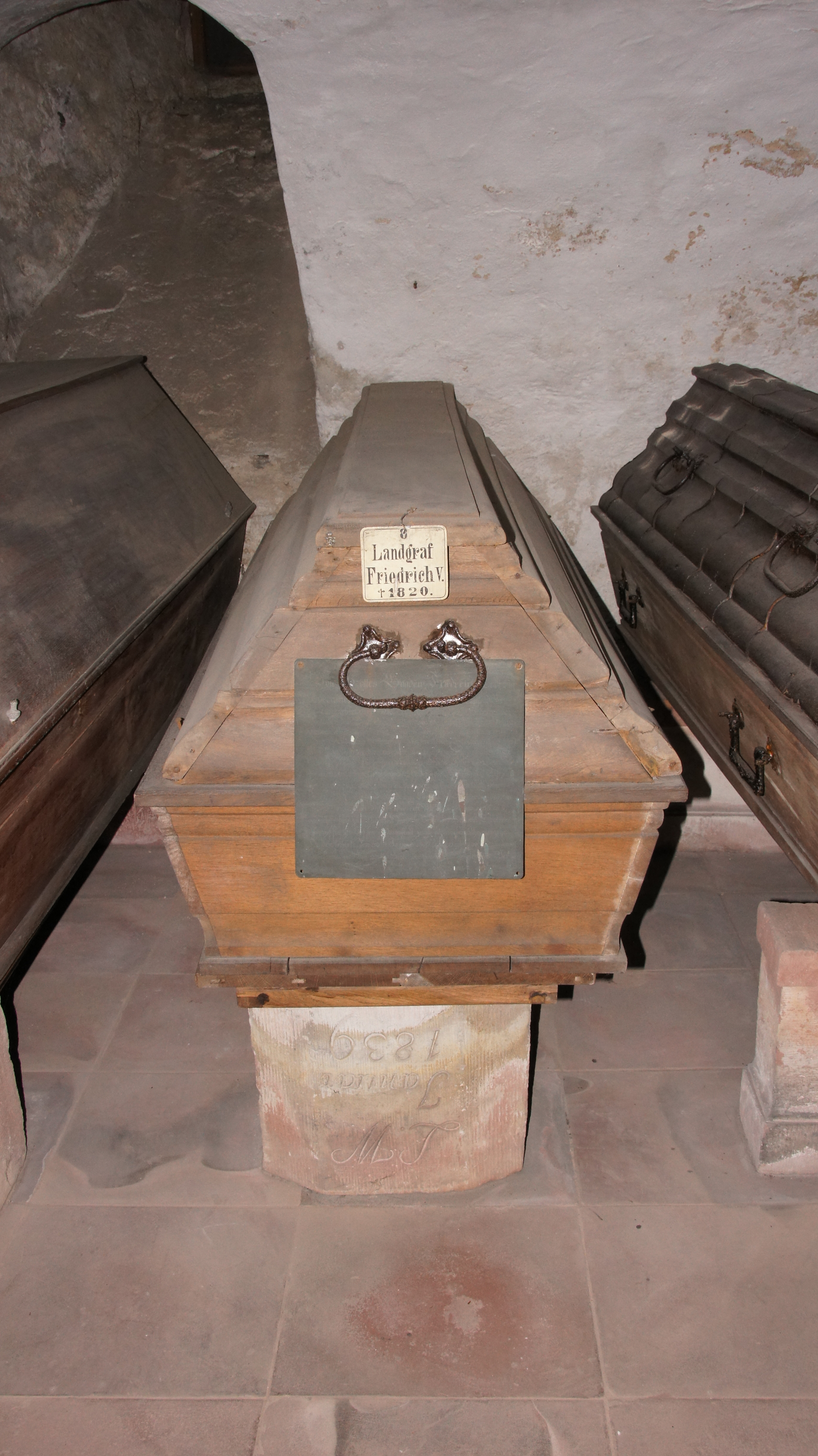
フリードリヒ5世の棺

フリードリヒ5世はかつて自分自身のことを「隠者のフリードリヒ」と呼んでいたが、1795年にジャン＝バティスト・ジュールダン率いるフランス革命軍がライン・マイン・ゲビエに侵入したときには、さすがに完全に無視することはできなかった。それ以降、ホンブルクはほぼ軍事占領下に置かれ、ホンブルクはフランスに拠出金を支払わなければならなかった。ローラン・グーヴィオン＝サン＝シール将軍とミシェル・ネイ将軍は、1798年に本部をバート・ホンブルク城に移し、フリードリヒ5世とその家族を当時中立だったプロイセンの私有地に追い出した（成人した6人の息子はすでに兵役に就いていた）。フランツ2世が神聖ローマ帝国を解体したとき、フリードリヒ5世はライン同盟への参加を拒否したため、1806年にフリードリヒがナポレオンに嘆願したにもかかわらず、ヘッセン＝ホンブルクは陪臣としてヘッセン＝ダルムシュタットに併合されることとなった。その政府はギーセンに移され、フリードリヒ5世はタウヌス山地のふもとにある「テンペ」庭園の造園に専念し、シュランゲンバートの温泉に治療のため訪れ、フランクフルト・アム・マインの「シュタット・ウルム」ホテルのスイートルームに滞在した。
ナポレオンの失脚後、ヘッセン＝ホンブルクはかつての地位を取り戻した数少ない陪臣国の1つとなり、初めてヘッセン＝ダルムシュタットからの完全な独立を勝ち取った。これは、フリードリヒ5世の末娘マリアンネ（1810年にプロイセン王子と結婚した）、プロイセンにおける6人の息子の兵役、そしてヘッセン家との（わずかではあるが）つながりのおかげである。これは1815年のドイツ同盟規約により確認され、フリードリヒ5世は元の土地を返還されたうえ、フランスのサール県から奪ったライン川西岸の176km²のマイゼンハイム大管区をも与えられた。フリードリヒ5世は（隣接するロスバッハ・フォア・デア・ヘーエやオーバーウルゼルが加えられることも含め）さらに多くの加増を望んでいたため、「中国のこの領域でどうすべきと？」と不平を言った。しかし、ヘッセン＝ホンブルクは再び主権国家となり、1817年7月7日に最小の伯国としてドイツ連邦に加盟した。1818年、長男フリードリヒ6世はイギリス王ジョージ3世の娘エリザベスと結婚した。1819年、フリードリヒ5世はヘッセン＝ホンブルクの軍隊での兵役に対して剣十字勲章を制定し（16回しか授与されていないため現在は珍しい）、翌年バート・ホンブルク城で死去した。

## 子女
カロリーヌとの間に15子が生まれたが、そのうち11子が成人した。
- フリードリヒ6世（1769年 - 1829年） - ヘッセン＝ホンブルク方伯
- ルートヴィヒ・ヴィルヘルム（1770年 - 1839年） - ヘッセン＝ホンブルク方伯
- カロリーネ（1771年 - 1854年） - 1791年にシュヴァルツブルク＝ルードルシュタット侯ルートヴィヒ・フリードリヒ2世と結婚
- ルイーゼ・ウルリーケ（1772年 - 1854年） - 1793年にカール・ギュンター・フォン・シュヴァルツブルク＝ルードルシュタットと結婚
- アマーリエ（1774年 - 1846年） - 1792年にフリードリヒ・フォン・アンハルト＝デッサウと結婚
- アウグステ（1776年 - 1871年） - 1818年にフリードリヒ・ルートヴィヒ・ツー・メクレンブルクと結婚
- フィリップ（1779年 - 1846年） - ヘッセン＝ホンブルク方伯
- グスタフ（1781年 - 1848年） - ヘッセン＝ホンブルク方伯
- フェルディナント（1783年 - 1866年） - ヘッセン＝ホンブルク方伯
- マリアンネ（1785年 - 1846年） - 1804年にヴィルヘルム・フォン・プロイセンと結婚
- レオポルト（1787年 - 1813年） - グロースゲルシェンの戦いで戦死